# Somodi István
Somodi István (Kolozsvár, 1885. augusztus 22. – Kolozsvár, 1963. június 8.) atléta, sportújságíró, városi ügyész.

## Életpályája
Édesapja, id. Somodi István, elismert ügyvéd volt. Tanulmányait a Református Kollégiumban végezte, itt került először kapcsolatba az atlétikával és a korcsolyával. A Kolozsvári Korcsolyázó Egylet 1899. január 29-ei versenyén megnyerte a gyermekversenyt. 1903 tavaszán részt vett a debreceni kerületi tornaversenyen, ahol távolugrásban aranyérmet nyert. Ugyanebben az évben június 13-án, a kolozsvári református diákok testgyakorló körének tornaünnepélyén megnyerte a síkfutást, a távolugrást 602 centiméteres eredménnyel, és a magasugrást 172 centiméteres ugrással. (Ugyanebben az évben az „első magyar bajnoki meetingen” nyertes Dános Árpád eredménye 169 centiméter volt.)
1903-ban érettségi után a Ferenc József Tudományegyetem jogi karának hallgatója lett. 1904-től a BEAC sportolójaként 647 centiméteres ugrással nyerte az egyesület VI. nemzetközi versenyét. Húszéves korában, 1905-ben színeiben magyar távolugró-bajnokságot nyert 650 centiméterrel, de a BEAC őszi házi versenyén 680 centimétert is ugrott.
1906-ban a pánhellén olimpián (ahova saját költségén utazott) 288 centiméteres eredménnyel 6. helyezést szerzett a helyből távolugrásban. 1906 őszétől Németországban tanult tovább; a sportolást a Männer Turn Verein egyesületben folytatta. A müncheni bajor bajnokságon magasugrásban és távolugrásban is első helyet szerzett. A sikeres doktori vizsga után visszatért Magyarországra, ahol 1907. szeptember 29-én, 183 centiméterre javította a magasugrás országos csúcsát.
1908. július 21-én a londoni olimpiai játékokon 188 centiméteres magasugrásával éles küzdelemben – tíz sportoló ért el 180 centiméter feletti eredményt – második helyezést szerzett. Ugrási stílusa világszintű újítást jelentett: „szembe ugrotta a magasságot, anélkül, hogy gymnasztikai átfordulást, vagy bármely más fortélyt használt volna.” Ugyanebben az évben a Kolozsvári Egyetemi Atlétikai Club (KEAC) színeiben országos magasugró-bajnokságot nyert 184 centiméterrel. 1909-ben az országos rekordot 186 centiméterre, 1910-ben 188 centiméterre javította. (Az akkori szabályok szerint a londoni olimpiai eredménye nem számított magyar rekordnak, mert nem az ország területén érte el.)
1911-től a KEAC atlétikai szakosztályának vezetőjeként tevékenykedett. Az 1912-es stockholmi olimpiai játékokon nem vett részt, mivel ügyvédi vizsgájára készült, az első világháború pedig végképp megszakította sportolói pályafutását. A háború után újjászervezte a Kolozsvári Atlétikai Club (KAC) szakosztályát, utóbb az egyesület elnöke lett. A nehéz körülmények ellenére a szakosztály az 1920-as években már országos sikerekkel büszkélkedhetett: Péter László sprinter például tizenöt alkalommal lett országos bajnok. Az 1934-es országos bajnokságon az egyesület három atlétája négy első és két második helyezést szerzett, ezzel Románia legeredményesebb egyesülete lett, Somodi Istvánt pedig nevelőmunkája és tanítványai remek eredményei elismeréseképpen II. Károly román király kitüntette.
1945 után a kommunista rendszerben már nem kaphatott szerepet a sportéletben. Mivel kizsákmányolónak minősült, a sportpályákról kitiltották és nyugdíjától is megfosztották. 1963-ban hunyt el, sírja a házsongárdi temetőben található. 2005-ben a kolozsvári református kollégium emlékkiállításon mutatták be sportolói és edzői pályáját.